# Секеч Іштван Йожефович
Іштван Йожефович Секеч (нар. 3 грудня 1939, Берегове, Закарпаття — 28 січня 2019, Москва, Росія) — український радянський футболіст угорського походження, потім — тренер. Нападник.
Виступав, зокрема за «Спартак» (Ужгород), «Динамо» (Київ), «Авангард» (Тернопіль), «Авангард» (Харків), ЦСКА (Москва), «Чорноморець» (Одеса). Майстер спорту СРСР (1965). З 1972 року працював тренером. Заслужений тренер Таджицької (1977), Української (1979) та Узбецької РСР (1983).

## Кар'єра
Походить з футбольної сім'ї: його батько Йожеф і троє братів (Йосип, Андрій, Василь) грали у футбол на різному рівні, але найбільших успіхів досяг Іштван Секеч. У дитячі роки грав за футбольну команду своєї вулиці. 1956 року став центральним нападником учнівської загальноміської команди, а відтак юнака включили до складу обласної збірної, яка стала переможцем зональних змагань, а у фіналі посіла друге місце, поступившись тільки киянам. У вирішальному матчі Іштван Секеч забив гол-красень.
Закінчивши середню школу, грав в ужгородському «Спартаку», потім у дублі київського «Динамо». Двічі виступав у складі головної команди. У 1960—1962 роках грав за тернопільський «Авангард», згодом виступав за армійські команди: СКА (Львів), ЦСКА (Москва) і СКА (Одеса). Упродовж 1967—1972 роках був одним з ключових гравців одеського «Чорноморця». За цей клуб Секеч зіграв 161 матчів і забив 29 голів (з них 147 матчів та 26 м'ячів у чемпіонаті).
11 жовтня 1964 року захищав кольори збірної УРСР проти молодіжної команди Німецької Демократичної Республіки. Матч на Центральному стадіоні Києва завершився перемогою господарів — 2:0 (відзначилися Варга і Лобановський). У складі української команди грали: Василь Гургач, Іван Вагнер, Сергій Круликовський, Анатолій Норов, Анатолій Александров, Володимир Левченко, Степан Варга, Анатолій Пузач (Георгій Кржичевський), Іштван Секеч, Валентин Левченко (Євген Корнієнко, Михайло Єрогов), Валерій Лобановський.
Швидкий, фізично сильний, націлений на ворота нападник-таран, володів точним ударом з правої ноги.
Закінчив Одеський педагогічний інститут, а після закінчення став аспірантом.
Своє перше звання — заслужений тренер Таджикистану — отримав 1977 року за 5 місце «Паміра» (Душанбе) у першій лізі, що стало найвищим досягненням клубу в історії. 1979 року вивів львівські «Карпати» до вищої ліги, за що удостоївся звання заслуженого тренера України. 1983 року отримав значок «Заслужений тренер Узбекистану» за 6 місце «Пахтакора» (Ташкент) у вищій лізі СРСР.